# كويزي متفرع
كويزي متفرع (الاسم العلمي: Cantharellus ramosus) هو نوع من الفطريات يتبع جنس الكويزي من فصيلة الكويزية.